# Attaque d'Inata (2021)
Pour les articles homonymes, voir Attaque d'Inata.
Insurrection djihadiste au Burkina Faso
Batailles
- Samorogouan
- Intangom
- Nassoumbou
- Ariel
- 1re Inata
- Loroni
- Gorom-Gorom
- Koutougou
- Arbinda
- Hallalé
- Markoye
- Dounkoun
- Boukouma
- 2e Inata
- Titao
- Opération Laabingol
- Namissiguima
- Madjoari
- Bourzanga
- Seytenga
- Gaskindé
- Tin-Ediar
- Tin-Akoff
- Aoréma
- Ougarou
- Namsiguia
- Noaka
- Koumbri
- Djibo
- Tawori
- Mansila
- Nassougou

Massacres
- Yirgou
- Solhan
- Karma
- Komsilga, Nodin et Soroe
- Bibgou et Soualimou
- Barsalogho

Attentats
- 1er Ouagadougou
- 2e Ouagadougou
- 3e Ouagadougou

L’attaque d'Inata est un épisode de l'insurrection djihadiste au Burkina Faso survenu le 14 novembre 2021 à Inata, dans l'ouest de la province du Soum. Elle a fait plusieurs dizaines de morts parmi les membres de la gendarmerie burkinabè.

## Contexte
En novembre 2021, Inata, dans la province du Soum, au nord du Burkina Faso, est la seule position encore tenue par le gouvernement burkinabé dans la région de Djibo. Elle se situe alors dans la zone d'action du Groupe de soutien à l'islam et aux musulmans (GSIM), affilié à al-Qaïda, qui en avait chassé l'État islamique dans le Grand Sahara auparavant. La région est tellement dangereuse que la garnison de Djibo refuse de relever les hommes d'Inata, sauf par hélicoptère.
Selon le journaliste Wassim Nasr, les conditions de vie des gendarmes à Inata sont déplorables. La base militaire est assiégée par les djihadistes qui ciblent son ravitaillement, à tel point que les gendarmes n'ont plus de réserves de nourriture et sont contraints de chasser pour se nourrir.
Le 12 novembre, le commandant de la garnison alerte l'état-major : il déclare que « depuis deux semaines, le détachement s’alimente grâce à l’abattage des animaux » et réclame l'autorisation de quitter la position. Les gendarmes censés prendre leur relève refusent quant à eux de monter au front sans un appui aérien et blindé, ce que le commandement militaire ne leur accorde pas.

## Forces en présence
RFI indique que selon des sources locales, le poste d'Inata est défendu par 100 à 150 gendarmes. L'AFP évoque pour sa part environ 150 hommes et Le Monde 120. L'attaque est menée par le Groupe de soutien à l'islam et aux musulmans,, ainsi que par des combattants d'Ansarul Islam, d'après des sources sécuritaires du journal Le Monde,.
Du côté des djihadistes, l'AFP fait état dans un premier temps, d'après une source sécuritaire, d'« un important nombre d'individus armés » circulant « à bord de plusieurs pick-up et motocyclettes ». Quelques jours après l'attaque, elle évoque plus de 300 combattants à bord de pick-up et de motos, d'après plusieurs sources militaires.

## Déroulement
Le 14 novembre 2021, vers 05 heures 30, les djihadistes lancent l'attaque contre le détachement de la gendarmerie d'Inata, situé près d'une ancienne mine,,. Les combats sont intenses, mais les gendarmes sont rapidement submergés par les assaillants. Plusieurs d'entre-eux sont abattus en essayant de fuir,. Les djihadistes incendient ensuite les bâtiments du camp, puis battent en retraite.

## Pertes
Le premier bilan, donné le lendemain de l'attaque, fait état d'au moins 20 morts, mais celui-ci est ensuite revu à la hausse à plusieurs reprises par le gouvernement burkinabé.
Le 17 novembre, le ministre de la Communication et porte-parole du gouvernement, Ousséni Tamboura, déclare lors d'un conseil des ministres que le bilan de l'attaque est de 49 gendarmes et 4 civils tués, et que 46 gendarmes ont été retrouvés vivants,. Le 22 novembre, le bilan du ministère de la Communication passe à 57 morts, dont 53 gendarmes. Selon Le Monde, 20 militaires sont toujours portés disparus à la date du 8 décembre. Il s'agit alors de l'attaque la plus meurtrière des forces de défense et de sécurité burkinabées depuis le début de l'insurrection djihadiste en 2015.
Une vidéo non officielle est diffusée par une unité se réclamant du GSIM : plusieurs dizaines de djihadistes sont vus en train de prendre part à l'attaque de la base militaire avec des mitrailleuses lourdes 14,5x2 imbriquées sur des pick-up. 
Les djihadistes revendiquent la mort d'une soixantaine de gendarmes et la prise d'un important butin de guerre dont plus de 86 fusils d'assaut AKs, cinq RPG et plusieurs mitrailleuses légères. La base militaire a été totalement détruite.

## Réactions
Le président du Burkina Faso Roch Marc Christian Kaboré décrète trois jours de deuil national à partir du mardi 16 novembre. 
Le 16 novembre, des centaines de manifestants marchent dans plusieurs villes du pays pour protester contre l'incapacité du gouvernement à venir à bout des djihadistes. Certains réclament la démission du président Kaboré. Dans la nuit du 17 au 18 novembre, un convoi de l'armée française est également bloqué pendant plusieurs heures entre Bobo-Dioulasso et Ouagadougou.
Des sanctions sont également prises contre certains commandants militaires. Le commandant du groupement des forces du secteur Nord, qui englobe les régions Centre-Nord, Nord et Sahel, et le commandant de la première région de gendarmerie, qui couvre les départements de Kaya, Ouahigouya et Dori, sont démis de leur fonction. 
Le président Kaboré déclare à cette occasion : « Nous ne devons plus entendre parler des questions d'alimentation et des questions de primes dans notre armée ».
Mercredi 8 décembre 2021, Christophe Dabiré, Premier ministre, remet sa démission, entrainant celle de l'ensemble du gouvernement burkinabé. Il est remplacé par Lassina Zerbo.